# Maria Poliduri
Maria Poliduri (en grec: Μαρία Πολυδούρη, nascuda a Calamata, Grècia, 1 d'abril de 1902-morta a Atenes el 29 d'abril de 1930) va ser una poeta neoromàntica grega.

## Biografia

### Infància i joventut
Maria Poliduri va nàixer a la xicoteta ciutat de Calamata, al sud-oest del Peloponès, l'1 d'abril de 1902. Son pare era director d'un institut d'ensenyança secundària i la va introduir en la poesia simbòlica francesa. Amb 15 anys, el 1917, va publicar un menut llibre de poemes titulat Μαργαρίτες [Margarides], que va acabant perdent-se i del qual es conserven només un grapat de poemes. Era una jove tempestuosa i dotada, que acabà fugint de casa.

### Vida a Atenes
El 1920 va perdre son pare i sa mare en un espai de tan sols dos mesos. Eix mateix any s'inscrigué en la facultat de Dret de la Universitat d'Atenes i demanà un trasllat de l'autoritat territorial de la prefectura de Messènia, on treballava, a la de l'Àtica. L'any següent s'instal·là a Atenes al barri bohemi d'Exàrquia, on es concentraven els poetes i els estudiants de la ciutat. Poliduri, a diferència de la majoria de les xiques de la seua edat, era soltera i no tenia obligacions socials en el seu àmbit familiar, cosa que li va permetre gaudir d'una vida lliure, encara que solitària. Al seu diari escrigué:
| «                   | Treballar com el pitjor dels treballadors, estudiar, que basten perquè estigues presentable i passar mig mes amb deu dracmes! I no teues, sinó prestades. | » |
| — 1 de maig de 1921 | |   |

Durant est període Poliduri treballà i estudià, a més d'escriure i traduir poesia. Però trobava també temps per divertir-se, flirtejar i tranuitar; no complia amb l'estereotip de dona de l'època, sinó que creia en la llibertat individual i la igualtat dels sexes. En l'Atenes de l'època, una ciutat bastant menuda, se l'acusava de tindre una «moral laxa» perquè, entre altres coses, fumava. Amb 20 anys, va conèixer en la facultat de Dret el poeta Kostas Kariotakis, que tenia aleshores 26 anys i, a més, treballava al mateix departament de l'autoritat territorial de la prefectura d'Atenes. Quasi immediatament es va desenvolupar entre ells un fort amor que marcà tant la vida com l'obra de Poliduri. La seua relació va durar amb prou feines mig any, fins a l'estiu de 1922, en què Kariotakis descobrí que sofria de sífilis, una malaltia que aleshores era incurable i estava socialment estigmatitzada. Va informar Maria i li demanà que tallaren. Ella li va proposar que es casaren sense tindre fills i ell, orgullós, es va negar a acceptar eix sacrifici per part d'ella. Llavors Maria va dubtar de la seua sinceritat i va considerar que la malaltia no era sinó un pretext per abandonar-la.

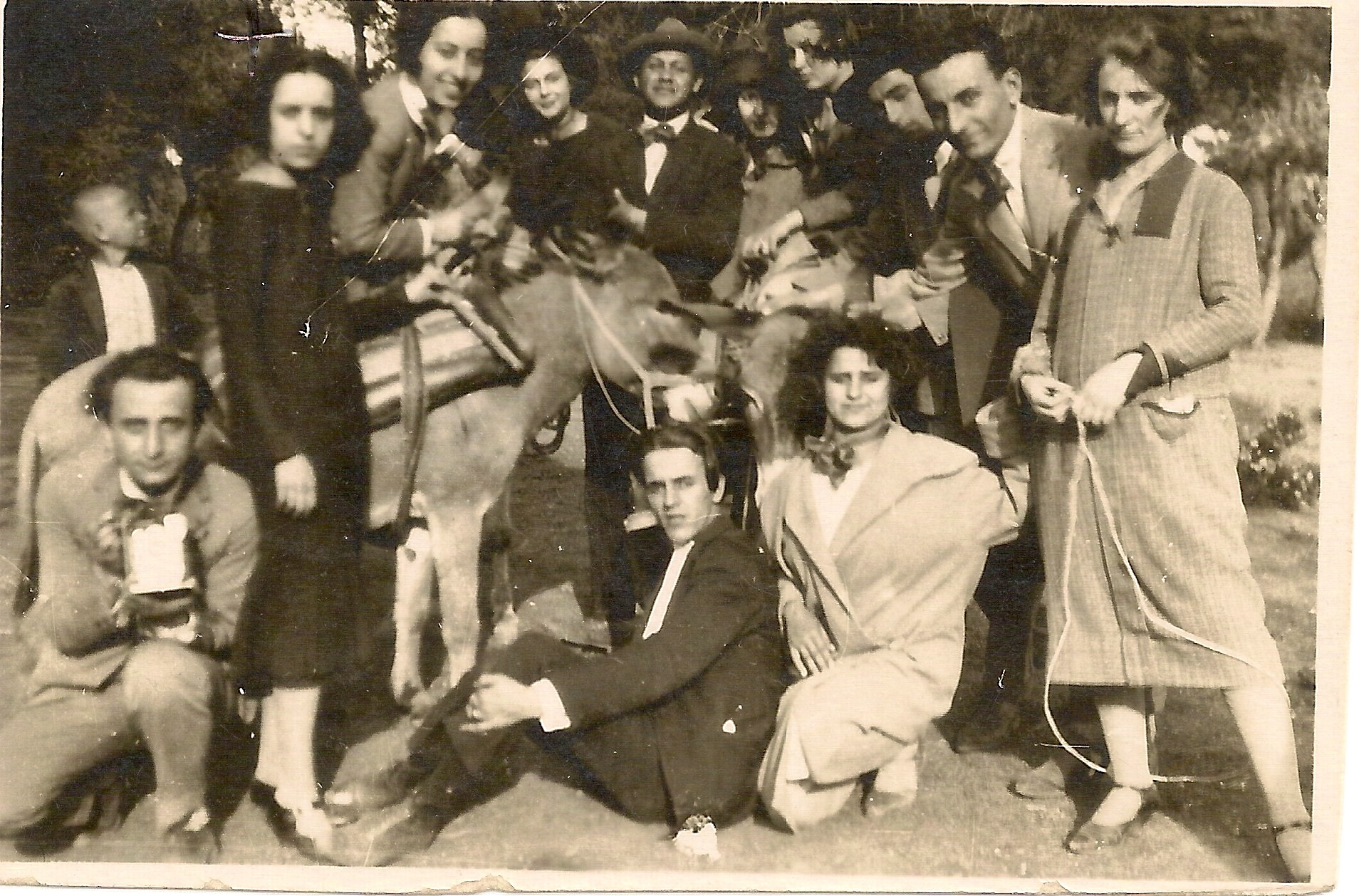
Maria Poliduri (la segona per l'esquerra) amb la companyia de l'Escola d'Art Dramàtic el 1925

Després de la seua separació, Maria Poliduri continuà enamorada de Kariotakis. No obstant això, el 1924 va conèixer l'advocat Aristotelis Georgiu, amb qui es va acabar prometent a principis del 1925. Tot i la dedicació del seu promès, Maria no podia concentrar-se seriosament en cap activitat: va perdre el treball en l'administració pública per absentar-se injustificadament i abandonà la facultat de Dret. Després canvià de rumb. Començà a estudiar en l'Escola d'Art Dramàtic del Teatre Nacional i va arribar fins i tot a aparèixer com a actriu en una obra de teatre. Sembla que tenia una bona veu i que ballava sorprenentment bé.

### Vida a París
L'estiu de 1926 trencà de sobte el compromís amb Aristotelis Georgiu i va marxar a París, on passà dificultats econòmiques. Començà a dedicar-se a la confecció, però no arribà a treballar-ne perquè se li diagnosticà tuberculosi (encara que sembla que l'havia contreta ja el 1923). El 1928 va ingressar a l'hospital «Charité» de París i al cap de poc es veié obligada a tornar a Atenes.

### Retorn a Atenes i mort
Els primers moments a l'hospital «Sotiria» d'Atenes provà de continuar la seua vida normal: eixia de l'hospital, bevia, fumava i tranuitava. Però sobretot escrivia sense pausa: eix mateix any va publicar la seua primera col·lecció poètica Οι τρίλλιες που σβήνουν [Els refilets que s'apaguen]. És al voltant d'est període que es va assabentar del suïcidi del seu antic amant, Kostas Kariotakis, el 21 de juliol de 1928. Segons va anar empitjorant, la seua habitació d'hospital es convertí en un lloc de peregrinació per a joves poetes, curiosos i admiradors. No obstant això, sense diners per adquirir els cars medicaments contra la seua malaltia i sense familiars que pogueren fer-se càrrec d'ella convenientment (només comptava amb els seus germans, també molt joves), la salut se li va anar ressentint progressivament. La seua segona i última col·lecció de poesia, Ηχώ στο χάος [Eco al caos], va publicar-la el 1929.
La premsa de l'època va fer-se eco de la seua situació, que atreia l'atenció dels lectors per la seua vida «qualitativament excèntrica» i «poètica». Els mitjans de comunicació més tradicionals la posaren com a exemple del tipus de vida que una dona jove no havia de seguir: una vida poc virtuosa que acaba passant factura. L'últim temps, el passà en la clínica privada «Cristomanu» d'Atenes, on va traslladar-la el seu antic promés Aristotelis Georgiu. Allí va morir a causa de la tuberculosi el 29 d'abril de 1930, al poc d'haver complit els 28 anys.

## Obra
La major part de la poesia de Maria Poliduri està inspirada en la seua tempestuosa relació amb Kariotakis, que va romandre violenta i vívida en la seua ment tant després de la seua ruptura com després del seu suïcidi. L'amor i la mort són els dos eixos al voltant dels quals gira la seua poesia; és expressió del drama de la seua existència, transcorreguda entre l'alegria del moment present i la idea de la mort pròxima. Això condueix, forçosament, a una malenconia que naix del record de les vivències, de totes les experiències que s'escapen. Combina un essencial lirisme que es torna pesar i a voltes angoixa, amb òbvies influències de Kostas Kariotakis i les lamentacions populars de Mani. Com afirma Kostas Stergiópulos:
| « | Maria Poliduri escrivia poemes de la mateixa manera que escrivia el seu diari personal. El trasplantament era automàtic i essencial […] Per a ella l'expressió significava dir la transcripció directa dels fets del seu món interior en la llengua poètica amb totes les generalitzacions i exageracions que li dictava la seua natura romàntica. | » |

El seu diari s'ha publicat pel seu valor literari, així com una altra creació en prosa: una menuda novel·la sense títol on es burla sense pietat del conservadorisme i la hipocresia de la seua època. A més, Maria Poliduri va traduir al grec modern poemes de Jean Moréas, Leconte de Lisle i Henri Bataille.
Col·leccions
- Οι τρίλλιες που σβήνουν [Els refilets que s'apaguen] (1928)
- Ηχώ στο χάος [Eco al caos] (1929)

Obres completes
Les Obres completes de Maria Poliduri, les publicà per primera vegada el 1961 l'editorial Estia, amb notes de Lilí Zografu. Inclouen, a més de les dues col·leccions publicades en vida de l'autora, una sèrie de Poemes inèdits i dos textos en prosa: el seu diari i una novel·la sense títol. Des d'aleshores les han tornades a publicar diferents editorials. No obstant això, un bon nombre dels seus escrits continuen perduts: Maria Poliduri escrivia sense pausa i regalava textos seus als seus amics i pretendents. A més, molts dels seus escrits van destruir-se després de la seua mort, ja que eren papers d'una tuberculosa.

### Significació de la seua obra
L'obra de Maria Poliduri, en especial els seus poemes, s'han convertit en un mite literari de la literatura grega moderna. És símbol de la bellesa perduda abans de temps, de l'amor fatal, de la joventut perduda i de l'autèntica disposició poètica. Els seus poemes es caracteritzen per una forta unitat interna i un to personal. És una autora amb una gran força expressiva i, en els seus últims anys, una dedicació exclusiva a la poesia: una combinació molt poc habitual de vida i poesia d'una personalitat molt carismàtica. Els seus poemes (o almenys una part) han sigut traduïts a l'alemany, búlgar, castellà, català, francés, italià, macedoni, neerlandés, romanés i suec.

## En la cultura popular
Els poemes de Maria Poliduri s'han musicat en moltes ocasions des de la dècada de 1960, freqüentment en col·leccions que contenen també poemes de Kariotakis. Entre els artistes que s'han dedicat a l'obra de Poliduri es troben compositors com ara Giannis Spanós, Dimitris Maramís o Alkiviadis Konstandópulos i cantants com ara Eleftheria Arvanitaki, Natasa Bofíliu, Eleonora Zouganeli o Maria Vumváki.
L'amor entre Maria Poliduri i Kostas Kariotais és la trama principal de la sèrie televisiva de la cadena grega ERT Καρυωτάκης [Kariotakis] (2009). Poliduri és interpretada en esta sèrie per l'actriu Maria Kitsu.
L'escriptor i poeta Kostís Guimosulis ha escrit una biografia novel·lada de Maria Poliduri titulada Βρέχει φως [Plou llum].